# 赤ペン瀧川
赤ペン瀧川（あかペンたきがわ、1977年12月27日 - ）は、日本の映画プレゼンター、俳優、演出家。別名、瀧川 英次（たきがわ えいじ）。
神奈川県出身。ワタナベエンターテインメントに文化人として所属している。赤ペン瀧川（なんでも添削家・映画プレゼンター）と、瀧川英次（俳優・演出家）の2つの顔を持つ。演劇ユニット「七里ガ浜オールスターズ」主宰。

## 略歴
神奈川県立七里ガ浜高等学校卒業、桐朋学園芸術短期大学中退。
なんでも添削家「赤ペン瀧川」としてTV、ライブ、コラムなど多方面で活躍中。スライドとトークを武器に1人で様々な角度から添削（ツッコミ）しまくるのが芸風。
mixiの人気コミュニティ「エロメール添削 赤ペン瀧川」管理人。
エロメール添削家を始めたキッカケは、本人はもともとPCに精通しているわけではなく、友人から転送されてきた迷惑メールにツッこんだことがすべての始まり。
mixiの本人の日記でアップしてみたところ、続報を期待するコメントが多数寄せられ、コミュニティを立ち上げて添削をスタートした結果、会員数は1000人を超えた（現在は2000人を超えている）。当時はまだPCすら持っておらず、もっぱら漫画喫茶での活動だった。
さらに、たまたまこのコミュニティを見たロフトプラスワン関係者が「ライブでやらないか?」といったことが契機で、2008年、スライドショー形式による初の添削ライブを行うことになった。
エロ・迷惑メールに留まらず、親族メール添削、サラリーマン川柳添削、ニート川柳添削、excite翻訳添削、歌詞添削など、ライブではさまざまな添削にチャレンジ。多彩な才能を披露している。
2018年10月期の『警視庁捜査資料管理室（仮）』（BSフジ）で連続ドラマ初主演。
2020年より、肩書を「映画コメンテーター」より「映画プレゼンター」に変更し活動している。

## 出演

### 舞台
- 三月の5日間（2005年、天王洲スフィアメックス /2007年、ヨーロッパ&国内ツアー）
- 散歩する侵略者（作・演出：前川知大、2007年、青山円形劇場）
- 第17捕虜収容所（演出：鈴木裕美、2008年、東京グローブ座）
- 風が強く吹いている（演出：鈴木裕美、2009年、ル・テアトル銀座）
- ウルトラピュア!（作・演出：福島三郎、グローブ座）
- 宝塚BOYS（作：中島淳彦 / 演出：鈴木裕美、2010年、シアタークリエ 他）
- フランケンシュタイン（脚本：倉持裕 / 演出：鈴木裕美、2013年、グローブ座）
- 不揃いカトラリーシリーズ 無意味な花園（作・演出：ほさかよう、2014年、サンモールスタジオ）
- 二十日鼠と人間 （作：ジョン・スタインベック / 演出：鈴木裕美、2018年、グローブ座）

### テレビドラマ
- ゴーストフレンズ（2009年、NHK総合）
- フェイスメーカー（2010年、読売テレビ） - 葛西和之 役
- 明日の光をつかめ（2010年、東海テレビ）
- 世にも奇妙な物語 「ドッキリチューブ」（2011年、フジテレビ系） - 中村四郎 役
- 妖怪人間ベム（2011年、日本テレビ）
- GTO 秋も鬼暴れスペシャル（2012年10月2日、関西テレビ） - 牛山 役
- 北海道警事件ファイル 警部補 五条聖子1（2012年、テレビ東京 / BSジャパン） - 室田彰広 役
- 素敵な選TAXI（2014年、関西テレビ） - タイム警官 役
- 相棒（テレビ朝日系）
  - season13 最終話「ダークナイト」（2015年3月18日） - 種村和真 役
  - season22 第9話（2023年12月20日） - 弓生崇智 役[3]
- 下町ロケット（2015年、TBSテレビ） - 藤堂保 役
- ドクター調査班〜医療事故の闇を暴け〜（2016年、テレビ東京） - 麻木幸太郎 役
- せいせいするほど、愛してる（2016年、TBSテレビ） - 古沢和彦 役
- ドクターX〜外科医・大門未知子〜（2016年、テレビ朝日） - 萬田康介 役
- 冬芽の人（2017年、テレビ東京） - 君津政一 役
- 月曜名作劇場（TBSテレビ）
  - 「はぐれ署長の殺人急行2」（2017年） - 真壁武史 役
  - 「確証〜警視庁捜査三課」（2017年） - 苅田浩 役
- スペシャルドラマ 必殺仕事人（2018年、テレビ朝日系） - 伊助 役
- コンフィデンスマンJP（2018年、フジテレビ系） - ちょび髭 役
  - コンフィデンスマンIG（2019年5月13日 - 17日）
  - コンフィデンスマンJP 運勢編（2019年5月18日）
- 家政夫のミタゾノ 第2シリーズ 第7話（2018年6月1日、テレビ朝日） - 赤ペン瀧川 役（本人役）
- バカボンのパパよりバカなパパ（2018年、NHK総合） - タモリ 役
- 遺留捜査 第5シーズン 第3話（2018年7月26日、テレビ朝日系） - 三田尚弥 役[4]
- 警視庁捜査資料管理室 (仮)（2018年10月1日 - 12月10日、BSフジ） - 主演・明石幸男 役[2]
  - 警視庁捜査資料管理室（2019年4月1日 - ）
  - 警視庁捜査資料管理室～BACK TO THE 音楽教室転落死事件～（2020年3月8日）
  - 警視庁捜査資料管理室～明石幸男、最後の3日間～（2020年3月14日、15日）BSフジ開局20周年記念特別番組
- トレース〜科捜研の男〜（2019年、フジテレビ系） - 明石幸男 役[5]
- ミス・ジコチョー〜天才・天ノ教授の調査ファイル〜（2019年、NHK総合） - 小鳥遊裕司　役
- パーフェクトワールド（2019年、関西テレビ） - 岩森幸太 役[5]
- 大江戸スチームパンク（2020年、テレビ大阪） - 杉田玄白 役
- アシガール（2020年〈アンコール放送〉、NHK総合） - ドラマプレゼンター 役
- 東京男子図鑑（2020年、関西テレビ） - 林常昭 役
- 竜の道 二つの顔の復讐者 第1・4・5・7話（2020年7月28日・8月18日・25日・9月8日、関西テレビ・フジテレビ） - 久本 役
- MIU404 第7話（2020年8月7日、TBSテレビ） - トランクルームの管理者 役
- アンサング・シンデレラ病院薬剤師の処方箋 第7話（2020年8月27日、フジテレビ系） - 大津君郎 役
- 恋する母たち 第1話（2020年10月23日、TBSテレビ） - パーティーの司会者 役
- エージェントファミリー〜我が家の特殊任務〜（2021年、関西テレビ） - 上杉信也 役
- 桶狭間 OKEHAZAMA〜織田信長〜（2021年、フジテレビ） - 簗田政綱 役
- 着飾る恋には理由があって（2021年、TBSテレビ） - 細貝雄一 役
- ナイト・ドクター（2021年、フジテレビ） - 斎藤篤男 役
- ユーチューバーに娘はやらん! 第1話（2022年1月17日 、テレビ東京） - 式場の司会者 役
- 恋に無駄口（2022年4月17日 - 6月19日、ABC・テレビ朝日） - 寺門 役
- ナンバMG5 第7話 - 最終話（2022年6月1日 - 6月22日、フジテレビ系） - 桐山譲二 役
- 競争の番人 第1話・第2話（2022年7月11日・18日、フジテレビ系） - 碓氷健司 役
- あなたは私におとされたい（2023年、毎日放送） - 丸尾太一 役
- #who am I（2023年3月8日 - 22日、フジテレビ） - 安藤利信 役[6]
- フィクサー Season1（2023年、WOWOW） - 森ディレクター 役
- トリリオンゲーム 第1話（2023年7月14日、TBSテレビ） - 司会者 役[7]
- 転職の魔王様 第7話（2023年8月28日、関西テレビ・フジテレビ） - 猿田 役
- ペットドクター花咲万太郎の事件カルテ2〜お隣さんは殺人犯!?〜（2023年12月29日、BS-TBS） - 大宮俊一 役
- 月9 366日 第1話・第2話・第4話・第6話 - 最終話（2024年4月8日・15日・29日・5月13日 - 6月17日、フジテレビ系） - 山浦久典 役[8]
- スナック女子にハイボールを 第8話（2024年5月24日、中京テレビ） - 特徴のない加藤 役[9]
- それぞれの孤独のグルメ 第2話（2024年10月12日、テレビ東京） - 田中雅也 役
- 秘密〜THE TOP SECRET〜 第10話・最終話（2025年3月31日・4月7日、関西テレビ・フジテレビ） - 赤川正志 役[10]
- いつか、ヒーロー 第3話（2025年4月27日、朝日放送テレビ・テレビ朝日） - 郷田 役[11]
- イグナイト -法の無法者- 第7話（2025年5月30日、TBS） - 黒田圭介 役[12]
- DOCTOR PRICE（2025年7月6日 - 、読売テレビ・日本テレビ） - 銅坂麻衣の父 役[13]

### 配信ドラマ
- 77部署合体ロボダイキギョー ドラマ・伝え方が9割（2017年11月29日、Amazon Prime Video） - 桃井太 役
- ゲトレ夕暮れ大暴れ（2023年1月8日 - 、Paravi） - 赤ペン瀧川（本人） 役
- 極悪女王（2024年9月19日 - 、Netflix）[14] - 臼井延夫 役

### 映画
- クライマーズ・ハイ (2008年7月5日、原田眞人監督、東映・ギャガ)
- スイートリトルライズ（2010年3月13日、矢崎仁司、ブロードメディア・スタジオ）
- アウトレイジ（2010年6月12日、北野武監督、ワーナー・ブラザース映画）
- 冴え冴えてなほ滑稽な月（2013年9月7日、島田角栄監督、TOブックス）
- 孤狼の血（2018年5月12日、白石和彌監督、東映） - 毛利克志 役
- コンフィデンスマンJP -ロマンス編-（2019年5月17日、田中亮監督、東宝） - ちょび髭 役
  - コンフィデンスマンJP -プリンセス編-（2020年7月23日） - ちょび髭 役
  - コンフィデンスマンJP -英雄編-（2022年1月14日） - ちょび髭 役
- 事故物件 恐い間取り（2020年8月28日、中田秀夫監督、松竹） - 熊谷 役
- ビューティフルドリーマー（2020年11月6日、エイベックス・ピクチャーズ） - タキガワ エイジ 役
- 死刑にいたる病（2022年5月6日、クロックワークス） - 佐村 役[15]
- 室井慎次 敗れざる者（2024年10月11日、東宝） - 明石幸男 役
- 映画 おっさんのパンツがなんだっていいじゃないか!（2025年7月4日、ギャガ） - 野球部の顧問 役[16]

### ウェブテレビ
- 原宿アベニュー（2017年7月15日 - 2018年4月1日、AbemaTV） - コメンテーター[17][18]
- ガオガオGYAO! （2016年 - 2023年、GYAO! ） - 赤ペン瀧川の今週の1本
- TOKYO HEADLINE 第2会議室〜赤ペン瀧川先生と黒田勇樹のめくりあい〜（2013〜2014年　北参道放送局）

### ゲーム
- グラップラー刃牙 バキ最強列伝（2000年10月12日、トミー） - 愚地克巳の声

### その他
- 映画天国（日本テレビ）内のコーナー「赤ペン瀧川先生の映画の穴」（2012年4月 - 2013年3月）
- 映画天国（日本テレビ）内のコーナー「赤ペン瀧川先生の映画の玉」（2013年4月 - 2013年9月）
- 赤ペン瀧川先生の配信大学（テレ朝動画）
- 赤ペン瀧川先生のなんでも濃いや（テレ朝動画）
- 2時45分からはスローでイージーなルーティ―ンで→1時50分からはスローでイージーなルーティーンで（関西テレビ、金曜）（- 2023年9月）
- 赤ペン瀧川の勝負飯（2025年～、テレ朝チャンネル）

### 赤ペン瀧川の添削ライブ
2008年から「赤ペン瀧川先生の添削スライドショー」と銘打って
2015年現在までに24回の公演を東京・大阪・名古屋・福岡にて行う

## ディスコグラフィー

### DVD
- 赤ペン瀧川先生のエロメール添削＜迷惑メールめった斬りの巻（2010年5月27日、SHOCHIKU Co.,Ltd）
- 赤ペン瀧川先生のエロメール添削＜出会い系サイト潜入めった斬られの巻（2010年5月27日、SHOCHIKU Co.,Ltd.）